# امبایکی
شهر امبایکی،(Mbaiki) یکی از شهرهای بزرگ و مهم کشور آفریقای مرکزی می‌باشد. این شهر مرکز استان لوبای دربخش غربی کشور آفریقای مرکزی می‌باشد. امبایکی در ۱۰۷ کیلومتری جنوب غربی شهر بانگوئی، پایتخت آفریقای مرکزی قرار گرفته‌است. 

## جمعیت
درحالیکه تا ده سال پیش، امبایکی فقط حدود ۴۰۰۰ نفر جمعیت داشت اما به دلیل رشد بالای جمعیت و مهاجرت، جمعیت آن در سال ۲۰۰۸ نزدیک به ۴۰۰۰۰، (چهل هزار) نفر بوده‌است و ششمین شهر پرجمعیت جمهوری آفریقای مرکزی می‌باشد.

## اقتصاد
مردم امبایکی که بیشتر فقیر هستند در مزارع قهوه کار می‌کنند. همچنین درختان جنگلهای استوایی اطراف شهر نیز به دست عده‌ای برای ساخت الوار قطع می‌شود.

## تاریخچه
شهر امبایکی بر اساس توافقنامه ۱۹۱۱ مراکش - کنگو از فرانسه به آلمان واگذار شد و بخشی از مستعمره آلمانی نئوکامرون گردید. تا اینکه در بین سال‌های جنگ جهانی اول فرانسه دوباره امبایکی را از آلمان باز پس گرفت.

## دین و مذهب
در سال ۱۹۹۵ ناحیه زیر سرپرستی اسقف در کلیسای کاتولیک رومی شهر امبایکی، مرکز استان لوبای تأسیس گردید.